# Mala Snihurivka, Lanivți
Mala Snihurivka (în ucraineană Мала Снігурівка) este un sat în comuna Snihurivka din raionul Lanivți, regiunea Ternopil, Ucraina.

## Demografie
Componența lingvistică a localității Mala Snihurivka
     Ucraineană (100%)
Conform recensământului din 2001, toată populația localității Mala Snihurivka era vorbitoare de ucraineană (100%).